# Aeroportul Zarafshan
Aeroportul Zarafshan (IATA: AFS, ICAO: UTSN) este un aeroport din Tamdy District⁠(d), Regiunea Navoi, Uzbekistan ce deservește zona Zarafshon⁠(d). A fost numit după zona deservită.
Situat la o altitudine de 417 m, aeroportul dispune de o singură pistă. Este operat de Uzbekistan Airways⁠(d).